# Adam (Maler)
Adam († 1596 in Warschau) war ein polnischer Maler, der Tafel-, Altar- und Wandbilder schuf und in Warschau tätig war. Über seine Gemälde sind wir nur durch sein Testament informiert, das einige Ölmalereien aufzählt, die er wahrscheinlich selbst gemalt hat. Vielleicht ist er identisch mit Adam Stańczyk.

## Leben
Seit 1573 war Adam Bürger von Warschau und kam wahrscheinlich aus Zakroczym, wo er bis zu seinem Tod ein Haus besaß. Im Jahre 1588 war er Ratsherr der Warschauer Vorstadt Freta. Er führte eine Malerwerkstatt, die seine Frau Agnieszka nach seinem Tod mit ihrem neuen Mann übernahm.

## Werke
- Salvator Mundi
- Christus in Getsemani
- Mutter Gottes
- Christus am Kreuz